# 長瀬館長
長瀬 館長（ながせ かんちょう、1966年10月4日 - ）は、日本のプロレスラー。本名：長瀬 正和（ながせ まさかず）。

## 経歴
1993年、格闘技団体「T.A.M.A.（Total Athletic Martial Arts）」を設立。7月4日、葛飾区スポーツセンターでT.A.M.A.の旗揚げ戦を開催。9月4日、T.A.M.A.千葉ポートアリーナサブアリーナ大会で初めてリングを使用して開催。
1994年、プロレスラーになるため、メキシコへ渡り、フライ・トルメンタに師事する。師匠から徹底的にルチャリブレの基礎を叩き込まれる。
1995年2月17日、練馬区光が丘IMAホールで開催した「フライ・トルメンタ私設孤児院チャリティ・イベント 格闘技サミット'95」でトルメンタとタッグを組んで対ロストロ・インフェルナル&スーパー・レオパルド組戦でデビュー。
2020年2月15日、ファイト・オブ・ザ・リングBASEMENT MONSTAR大会のメインイベント「長瀬館長25周年メモリアルマッチ」でヨーロッパ修行時代の盟友であるキッド・クールとタッグを組んでブラック・タイガー（5代目）&マイケル・マイヤーズ組と対戦して、クールがSTFでマイヤーズからギブアップを奪って勝利で飾る。

## タイトル歴
- アイアンマンヘビーメタル級王座
- WMWミドル級王座
- アメリカスミドル級王座
- ラテンアメリカ王座
- UWA世界ジュニアヘビー級王座
- UWA世界ライト級王座

## 得意技
ジャーマンスープレックス
スリーパーホールド
バズソーキック
仰向けになった相手の上半身を起こして相手の左側頭部を振り抜いた右足の甲で蹴り飛ばす。
各種キック